# バイオ神経回路
バイオ神経回路（バイオしんけいかいろ、Bio-neural Circuitry）とは、アメリカのSFテレビドラマ『スタートレック』シリーズに登場する架空のコンピューターシステム。
バイオ・ニューラル・ジェルパック（Bio-neural Gel Packs） の下部にある金属製のインターフェースを通じて、無数に接続する事で形成されるコンピュータネットワーク・システムで、「計算」をするのではなく、人間の脳のように「考える」ことができるコンピュータチップである。
「有機的思考」を人工的に再現したことで、通常様々な箇所で利用されているアイソリニア・チップよりも情報処理速度・反応速度がはるかに速い。
従来のアイソリニア・システムと連動しており、アイソリニア・システムでの計算や情報検索結果を基に最適な環境を考え出す。ただ、人工知能とは異なるため、意思決定は艦長以下、クルーの判断によって決定される。
バイオ・ニューラル・ジェルパックはアイソリニア・チップのように簡単に交換ができ、通常の電気回路のように電圧変動による不調もない。しかし有機物であるため、通常のコンピュータチップなどでは起こりえない「感染症」を引き起こすことがある。だが通常の有機体のようにワクチンや熱消毒などを使った治療が可能である。